# سامح سعيد
سامح سعيد مجبل المعموري وهو لاعب كرة قدم عراقي في مركز الظهير الأيمن ولد في يوم 26 أيار 1992 في مدينة بغداد عاصمة العراق وهو يلعب حاليًا مع نادي القوة الجوية العراقي وهو الشقيق الأصغر للاعبين سامال سعيد وسامر سعيد.

## روابط خارجية
- سامح سعيد على موقع قاعدة بيانات كرة القدم.إي يو (الإنجليزية)
- سامح سعيد على موقع ناشيونال فوتبول تيمز (الإنجليزية)
- سامح سعيد على موقع Soccerway.com (الإنجليزية)